# Тикаль
Тикаль — одно из крупнейших городищ майя, столица Мутульского царства. Расположено в провинции Эль-Петен Гватемалы.
Пика мощи Тикаль достиг в классический период. В центре города расположено шесть высоких ступенчатых пирамид с храмами на вершинах, пирамиды меньшего размера находятся в Тикале во множестве.

## История

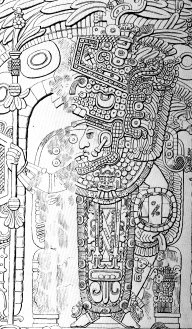
Правитель Тикаля Икин-Чан-Кавиль, резьба на деревянной притолоке в Храме IV

Поселение индейцев существовало с VII века до н. э.
В I—IX веках н. э. город был одним из важнейших центров цивилизации майя. По оценкам исследователей, население его в это время составляло от 100 до 200 тысяч человек. К концу X века, после ряда восстаний, город был окончательно заброшен жителями. Название Тик’аль на языке майя означает «место, где слышны голоса духов». В иероглифических надписях упоминается более древнее название города Йаш-Мутуль — «зелёная связка».
Тикаль и окрестности включены правительством Гватемалы в одноимённый национальный парк. В 1979 году национальный парк включён в список Всемирного наследия ЮНЕСКО.
Руины использовались в качестве фона, как база мятежников в голливудских Звёздных войнах.
Тикаль явился одним из наиболее значимых мест, где праздновалась 21 декабря 2012 года. Однако в результате этого, по мнению властей, памятнику нанесён существенный урон

### Международные отношения
Тикаль и Теотиуакан установили дипломатические отношения сразу после окончания царствования Чак-Ток-Ичака, они кончились незадолго до прекращения правления Хасав-Чан-Кавиля (то есть, шли со II века нашей эры до 730-х годов).
В Тикале работали торговцы из Теотиуакана.

## Городище

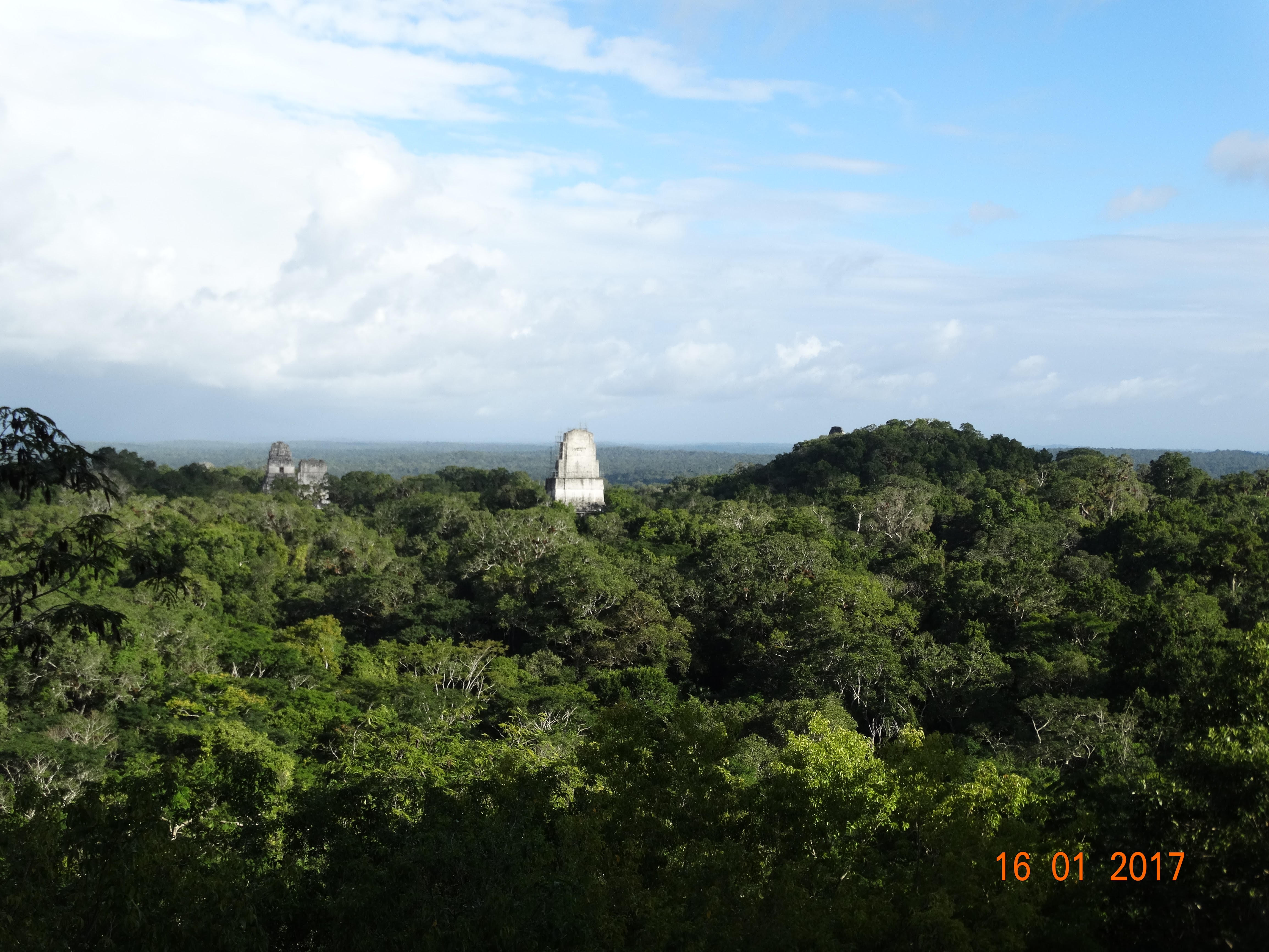
Пирамиды в джунглях

Жилая застройка города занимала около 60 км². Городище насчитывает сотни каменных сооружений, из которых пока раскопана только небольшая часть. Город построен на пересечённой местности, где известняковые холмы перемежались болотами, из-за чего сооружения приходилось строить группами, а затем соединять их дорогами «сакбе».

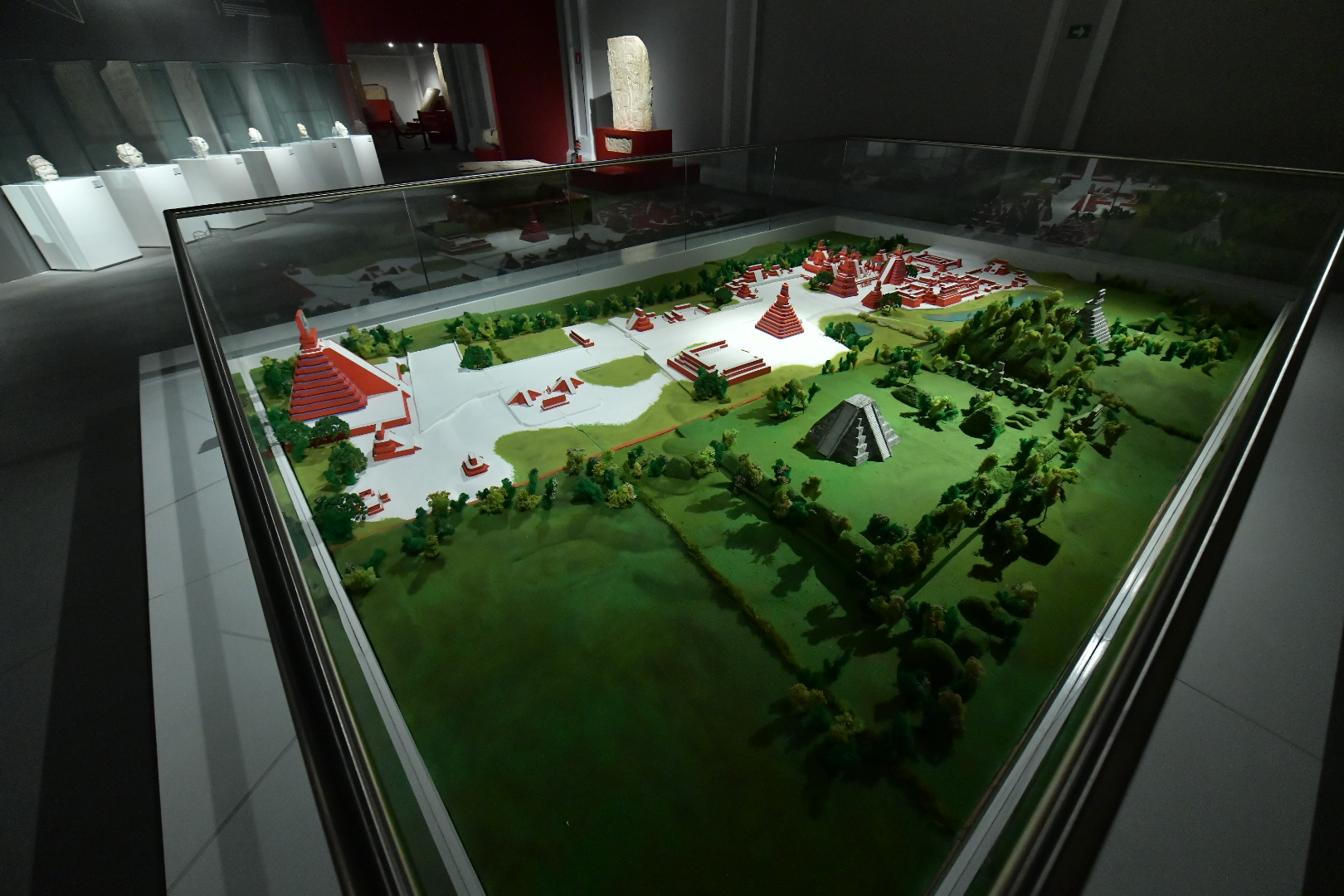
Макет Тикаля в Национальном музее археологии и этнологии в Гватемале

Карта центральной части города

Майя возводили постройки из известняка, который добывали непосредственно в городе (получившиеся рвы позже использовали для снабжения водой). Деревянные элементы конструкций выполнены из тяжёлой древесины саподиллы и сохранились, несмотря на возраст.
Сердце города — центральная площадь, ограниченная двумя знаменитыми храмами, I и II, к северу от неё расположен Северный акрополь, где находится множество пирамид с алтарями и стелами, а к югу — Центральный акрополь, 45 двух- и трёхэтажных зданий, предположительно служивших дворцами правителям и их семьям. В отдалении стоит Пятый храм, за которым раскинулся неисследованный Южный акрополь. Далее находится Площадь семи храмов и комплекс храмов Мундо-Пердидо («затерянный мир»). Среди прочих сооружений можно выделить дворцы правителей, храмы меньших размеров, обсерваторию в Мундо-Пердидо, здание, служившее, по-видимому, тюрьмой (сохранились решётки из деревянных брусьев на окнах), площадки для игры в мяч.
Хорошо сохранившиеся надписи помогли установить даты постройки сооружений и имена правителей города.
- Храм I сооружён около 695 года,
- Храм III в 810 году,
- крупнейший храм-пирамида IV высотой 72 метра был закончен к 720 году.
- Храм V — 750 год.
- Храм VI — 766 год.

В Тикале найдено около 100 гладких стел и 40 стел с иероглифическими надписями (292—889 годы). Наиболее ранняя известная дата обнаружена на стеле 29: 8 бактун 12 катун 14 тун 15 уиналь 0 кин по календарю майя, что учёные соотносят с 6 или 8 июля 292 года. От этой даты могут отсчитывать начало классического периода и времени возвышения Тикаля.

## Крупнейшие храмы

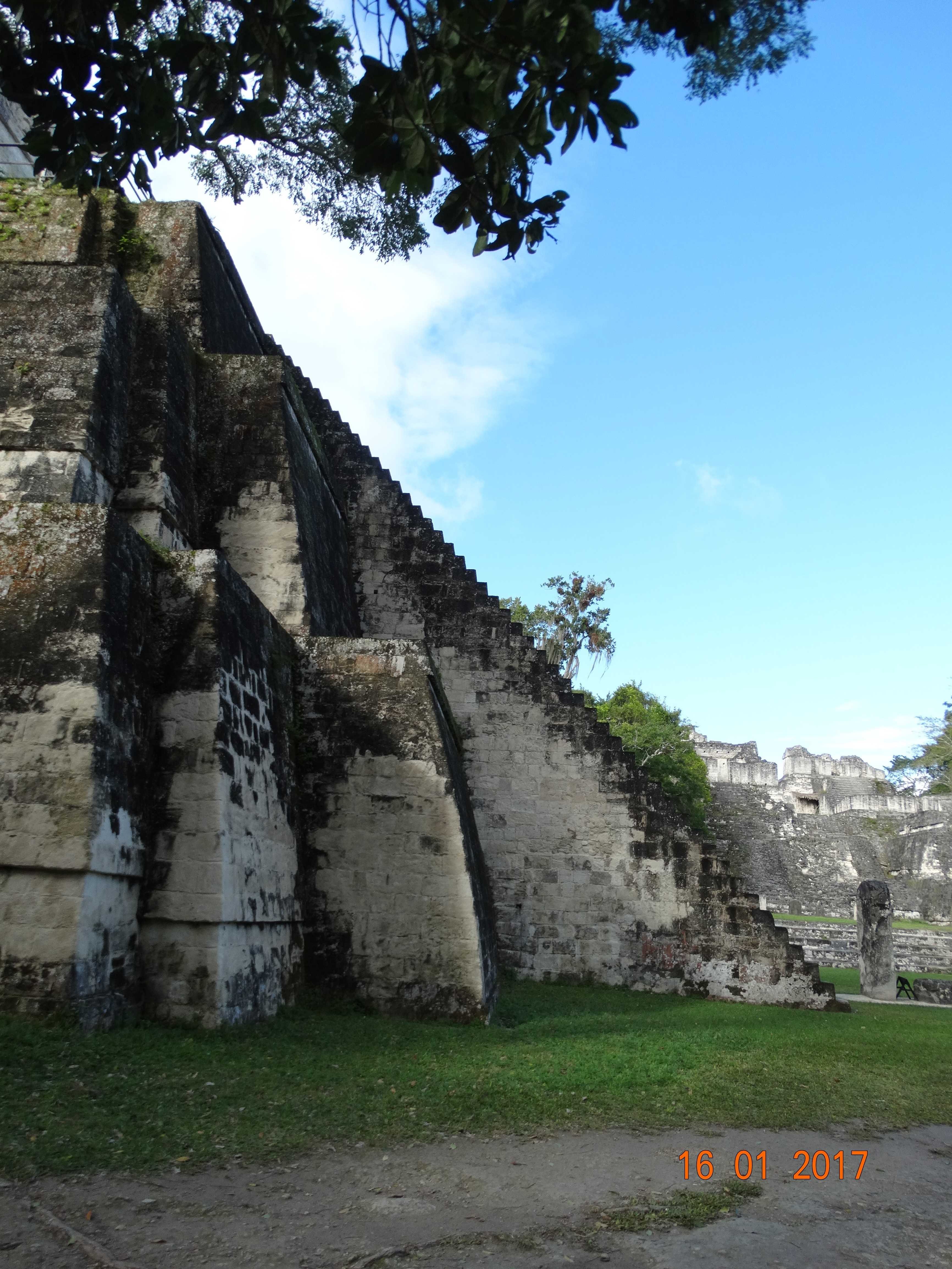
Лестница на пирамиду

Все крупнейшие храмы строились как погребальные. Майя считали пирамиды аналогами гор, на которых, по их поверьям, и живут духи умерших. Перед строительством, по-видимому, из известняка изготавливали модели строений.
Северный акрополь был погребально-храмовым комплексом древнейших, доклассических правителей Тикаля. Около 250 года н. э. акрополь сравняли с землёй и начали застраивать заново.
Другой доклассический комплекс, Мундо-Пердидо ("затерянный мир) был в основном изучен в 1970-х годах гватемальскими археологами. Здесь находилась обсерватория, а с ней — и центр ритуальной жизни города.
Пирамиды-близнецы представляют собой характерный пример выражения модели мира в архитектуре майя: рядом с двумя площадками для наблюдения за звёздами на юге находится строение с девятью дверьми, символизирующее подземный мир, а на севере — огороженная площадка со стелой. Аналогичные сюжеты найдены на крышках саркофагов в Пакале: Мировое дерево с ограждением на севере, на юге — здание с девятью дверьми и пастью подземного мира. Северный акрополь и центральная площадь тоже составляли такой ансамбль, а роль двойных пирамид играли построенные позже храмы I и II.

## Исследования
Первые упоминания испанских авторов о руинах Тикаля относятся к XVII веку. В 1848 году была организована первая научная экспедиция для исследования городища.
В XIX — начале XX века их было несколько, были сняты рисунки с барельефов и надписей. В 1951 была сооружена взлётная полоса, облегчившая доступ к объекту. В 1957—1970 годах сотрудниками Пенсильванского университета в Тикале был проведён большой объём работ. В 1979 правительство Гватемалы организовало новый археологический проект в Тикале, работы продолжаются.